# Mejîricika, Holovanivsk
Mejîricika (în ucraineană Межирічка) este localitatea de reședință a comunei Mejîricika din raionul Holovanivsk, regiunea Kirovohrad, Ucraina.

## Demografie
Componența lingvistică a localității Mejîricika
     Ucraineană (98,19%)
     Rusă (1,59%)
Conform recensământului din 2001, majoritatea populației localității Mejîricika era vorbitoare de ucraineană (98,19%), existând în minoritate și vorbitori de rusă (1,59%).